# Juan Cruz Alli
Juan Cruz Alli Aranguren (Pamplona, 21 de setembro de 1942) é um político espanhol de Navarra. Foi presidente do Governo de Navarra entre 1991 e 1995.
Doutor em direito e técnico urbanista, foi advogado, professor na Faculdade de Direito de Burgos da Universidade de Valhadolide e professor titular de direito administrativo na Universidade Pública de Navarra.

## Atividade política
Seu ingresso na política foi através do Partido Social Democrata Foral (PSDF), que se integrou na União de Centro Democrático (UCD) em 1977. Posteriormente passou à União do Povo Navarro (UPN), ocupando os cargos de vereador de Pamplona entre 1983 e 1987, parlamentar foral entre 1987 e 1995, e presidente do Governo de Navarra entre 1991 e 1995.
Juan Alli acabou por levar à UPN à posições mais centristas e menos intransigentes em seus navarrismo, criando um melhor entendimento com a Comunidade Autônoma do País Basco e com o nacionalismo basco em geral, a definição de Navarra como nação e da UPN como partido nacionalista navarro, assim como a reforma constitucional em sentido federalista, como solução aos problemas de integração da Espanha (que ele define como nação de nações).
Em 1994 entrou em conflito com seu partido, o que o levou a abandoná-lo no ano seguinte para converter-se em líder de um novo, a Convergência de Democratas de Navarra (CDN). Como membro do mesmo foi vice-presidente e conselheiro de Economia e Finanças do Governo de Navarra entre 1995 e 1996.
Após a demissão de Javier Otano como presidente do Governo de Navarra, exerceu esta função entre os meses de junho e setembro de 1996. A partir de 1995 foi deputado do Parlamento de Navarra e porta-voz do grupo parlamentar da CDN.
No ano de 2000 iniciou uma reaproximação gradual à UPN. Primeiro, firmando um pacto orçamentário com seu antigo partido e, depois, nas eleições autonômicas de 2003, firmou em representação da CDN um pacto de governo de coalizão entre UPN e CDN, governo de que não chegou a formar parte, pacto que se manteve até 2011.